# عبدالله بن حنظله
عبداللّه بن حنظلة فرزند حنظلة بن ابی عامر از اصحاب محمد بود. او فرمانده سپاه مدینه در واقعه حره در سال ۶۳ قمری بود.

## واقعه حره
در واقعه حره عبداللّه بن حنظلة فرمانده سپاه مدینه در جنگ با سپاه یزید به فرماندهی مسلم بن عقبه بود. او و هشت فرزندش همگی در این نبرد کشته شدند.

## اختلاف باامویان
عبدالله بن حنظله در رأس قیام‌کنندگان علیه یزید بن معاویه در واقعه حره قرار داشت. او به همراه هشت فرزندش نزد یزید رفت و یزید به او دویست هزار درهم و خلعت‌هایی بخشید.هنگامی که عبدالله به مدینه بازگشت، بزرگان مدینه از او پرسیدند:«از نزد یزید چه آورده‌ای؟» عبدالله در پاسخ گفت: «از نزد مردی آمده‌ام که اگر جز فرزندانم یاوری نمی‌داشتم، با همان‌ها علیه او می‌جنگیدم.» بزرگان مدینه گفتند: «اما او تو را گرامی داشت و عطایای فراوانی به تو داد.» عبدالله پاسخ داد: «آن را نپذیرفتم مگر برای اینکه در برابرش نیرومند شوم.»
سپس عبدالله مردم را برانگیخت و آنان با او بیعت کردند. او فرماندهی انصار را بر عهده گرفت، عبدالله بن مطیع را فرمانده قریش قرار داد و معقل بن سنان اشجعی را بر بقیه مهاجران منصوب کرد.مردم نیز بنی‌امیه را از مدینه بیرون راندند.
هنگامی که این خبر به یزید بن معاویه رسید، او لشکری به فرماندهی مسلم بن عقبه، با دوازده هزار نیرو به سوی مدینه فرستاد. عبدالله بن جعفر نزد یزید رفت و برای مردم مدینه وساطت کرد، اما یزید به او گفت: «بگذار دلم خنک شود؛ اما به مسلم بن عقبه دستور می‌دهم از مدینه فقط به‌عنوان راهی برای رسیدن به مکه استفاده کند. اگر مردم مدینه با او نجنگند، به جنگ عبدالله بن زبیر در مکه برود. اما اگر با او بجنگند، سه روز تمام مردم مدینه را بکشد، اموالشان را غارت کند و سپس به سوی ابن زبیر رهسپار شود.»

## کشته شدن
زمانی که واقعه حرّه رخ داد، عبدالله بن حنظله در برابر مردم انصار برخاست و برایشان خطبه‌ای ایراد کرد و گفت:
«ای قوم من! به خدا سوگند، ما بر یزید خروج نکردیم مگر به‌این دلیل که ترسیدیم سنگ از آسمان بر سر ما ببارد؛ چرا که مردی (یزید بن معاویه) بر مسند خلافت نشسته که با کنیزان و مادرانِ فرزندان خود زنا می‌کند، با دختران و خواهران خود همبستر می‌شود، شراب می‌نوشد و نماز را ترک می‌کند. به خدا قسم که دیگر بر ما واجب است با چنین فاسقی نبرد کنیم.» عبدالله بن حنظله در شب‌های نبرد در مسجدالنبی بیتوته می‌کردو شب‌زنده‌داری می‌نمود.
سرانجام سپاهیان شام از هر سو وارد مدینه شدند و مردم را به قتل رساندند. در آن هنگام،پرچم جنگ در دست عبدالله بن حنظله بود و تنها پنج نفر اطراف او باقی مانده بودند.
هنگامی که عبدالله این وضعیت را مشاهده کرد و دانست که دیگر یار و یاوری ندارد، زره خود را از تن بیرون انداخت و بدون زره و حفاظتی به میدان رفت و جنگید، تا اینکه سرانجام در سال ۶۳ هجری قمری (۶۸۳ میلادی) کشته شد.
1. ↑  «إسلام ويب - سير أعلام النبلاء - ومن صغار الصحابة - عبد الله بن حنظلة- الجزء رقم3». www.islamweb.net (به عربی). دریافت‌شده در ۲۰۲۵-۰۳-۰۹.